# Фёдоровская, Ольга Фёдоровна
Ольга Фёдоровна Фёдоровская-Славинская (1885, Одесса — 1964, Москва) — оперная певица (сопрано) и вокальный музыкальный педагог.
С 15 лет пела в церковном хоре. Обучалась вокалу в Одессе у М. Левитон-Василенко и Ю. Вишневецкой.
Обладала голосом красивого мягкого тембра и большого диапазона.
Выступала в Одесской опере; в 1904—1913 годах ею был исполнен ряд ведущих партий (Тамара — «Демон» А. Рубинштейна, Лиза — «Пиковая дама» П. Чайковского, Недда — «Паяцы» Р. Леонкавалло).
В 1913—1922 годах — солистка московской оперы С. Зимина.
С 1926 года, по приглашению Е. Ф. Гнесиной, начала преподавать в Музыкальном училище им. Гнесиных; с 1944 года — доцент. Среди её учеников: Н. А. Вербова, С. А. Давиденко, А. Х. Думанян, В. Н. Иванова, А. Т. Москаленко, Г. П. Сахарова, Н. Н. Сильвестрова.
Была награждена орденом Трудового Красного Знамени (14 февраля 1945).
Жена дирижёра и профсоюзного деятеля Ю. М. Славинского.